# Spelplanen (fotboll)

Fotbollsplanens standardmått

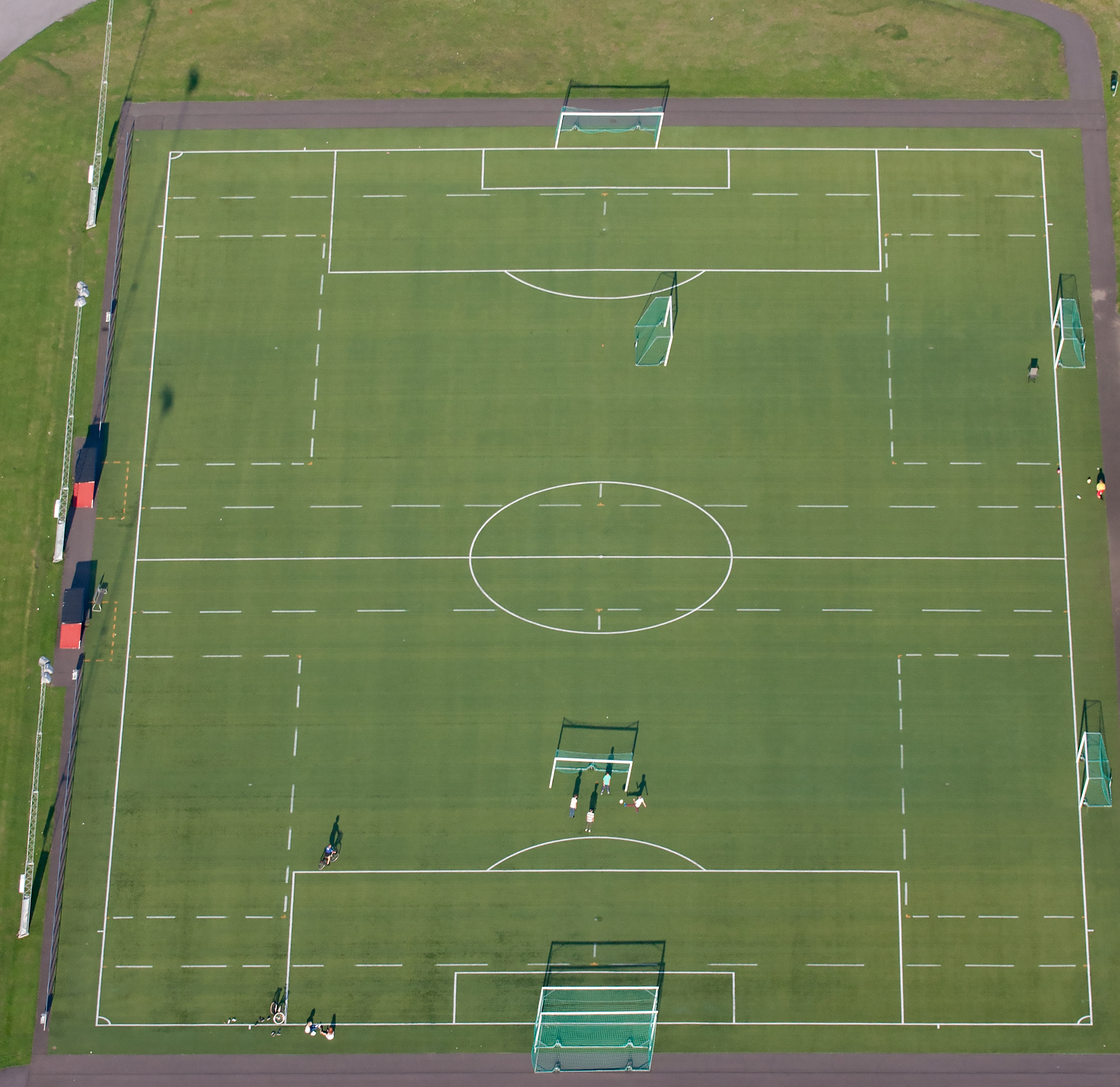
Fullmåttsplan med två 7-mannaplaner markerade på tvären med streckade linjer.

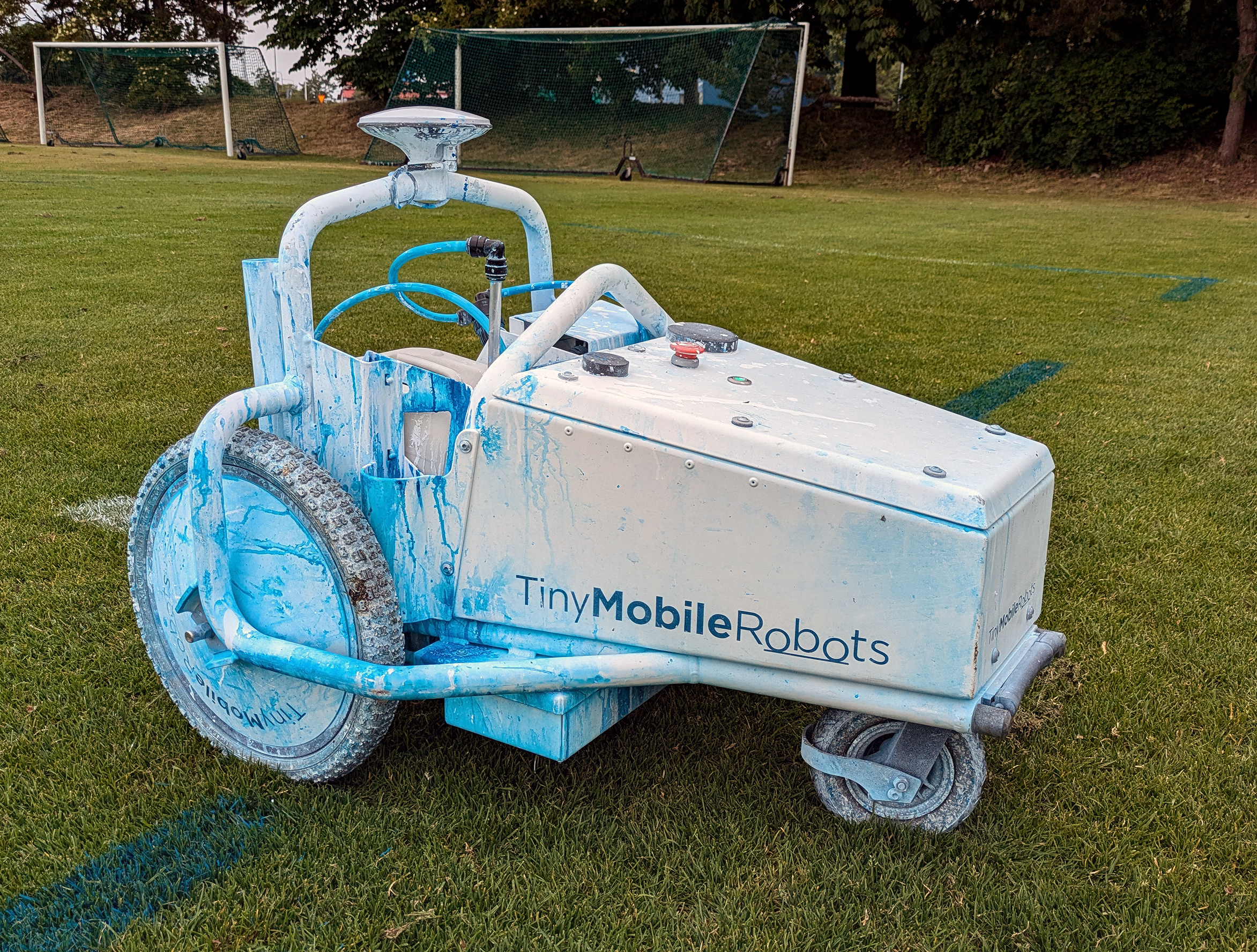
Förr kritades linjerna för hand med en enkel kritmaskin vilket var tidsödande, numer används en programmerbar robot som på egen hand ritar alla linjer med sprutfärg.

Spelplanen är namnet på en regel inom fotboll som beskriver det exakta utseendet och måtten för en fotbollsplan, målbur, samtliga uppritade linjer och områden på planen, till exempel, mållinje, målområde, straffområde och hörncirkel. I de befintliga 17 fotbollsreglerna har regeln för spelplanen ordningstalet ett (1).

## Fotbollsplan
En fotbollsplan skall vara mellan 45 och 90 meter bred och mellan 90 och 120 meter lång och får inte vara kvadratisk. De längre linjerna kallas sidlinje och de kortare kort- eller mållinje. Mitt på planen dras också en mittlinje på vars mitt en mittpunkt markeras. Runt mittpunkten ritas en cirkel med radien 9,15 meter för att säkerställa att motståndarna befinner sig på rätt avstånd vid avspark. Vid varje hörn fastsätts en hörnflagga. En mittflagga kan även existera i höjd med mittlinjen, dock minst en meter utanför spelplanen.
Mitt på mållinjen placeras målburen som är 7,32 meter bred och 2,44 meter hög, nät är ej obligatoriskt. Två linjer dras i rät vinkel mot mållinjen, 5,5 meter från insidan av varje målstolpe. Dessa linjer sträcker sig 5,5 meter in på spelplanen och sammanbinds med en linje parallell med mållinjen som markerar målområdet. 16,5 meter ut från vardera stolpen dras en 16,5 meter lång linje vinkelrätt mot mållinjen och sammanbinds med en linje parallellt med mållinjen och markerar straffområdet. Mitt för målet och 11 meter ut från detsamma markeras en straffpunkt från vilken straffsparkar slås. Utanför straffområdet och 9,15 meter från straffpunkten ritas en cirkelbåge för att säkerställa att rätt avstånd intas av de spelare som ej skall slå straffsparken.
1 meter från vardera hörnflagga ritas en kvarts cirkelbåge ut. Inom denna måste bollen ligga då en hörnspark slås.
I anslutning till avbytarbänkarna kan även ett tekniskt område utritas. Detta sträcker sig en meter utanför bänkarna och fram till en meter utanför sidlinjen. Innanför detta skall samtliga ledare och avbytare som finns upptagna på laguppställningen befinna sig. Inom det tekniska området får max 1 ledare stå upp och endast en åt gången och ge instruktioner till spelarna på plan.
Ingen linje får vara bredare än 12 cm och linjerna tillhör det område de avgränsar. Mittlinjen tillhör det anfallande lagets planhalva.
Upp till 13 års ålder spelas fotbollen i Sverige på 7-mannaplaner. De är mellan 60 och 80 meter långa och mellan 35 och 50 meter breda. Målen är 5 meter breda och 2 meter höga. Straffpunkten är 5,5 meter från mållinjen.
I populärvetenskapliga texter används ibland "fotbollsplaner" som ytmått. En fotbollsplan, högre upp i seriesystemen med storleken 68 gånger 105 meter, har en area av 7 140 m² eller 0,7 hektar eller 1,4 tunnland. En vanligare storlek är en 60 meter bred och 90 meter lång plan. Det gör en area på 5400 m².  Alltså nästan 2 fotbollsplaner per hektar vilket torde vara den vanligaste "översättningen".

## Historik
De fotbollsregler som gäller idag härstammar från den första uppsättningen med 14 regler som det engelska fotbollsförbundet, Football Association, gav ut den 8 december 1863. Förbundet bestod av 13 Londonklubbar som ville skapa enhetliga regler för fotboll som spelades i många lokala varianter över hela landet.

## Nuvarande regel

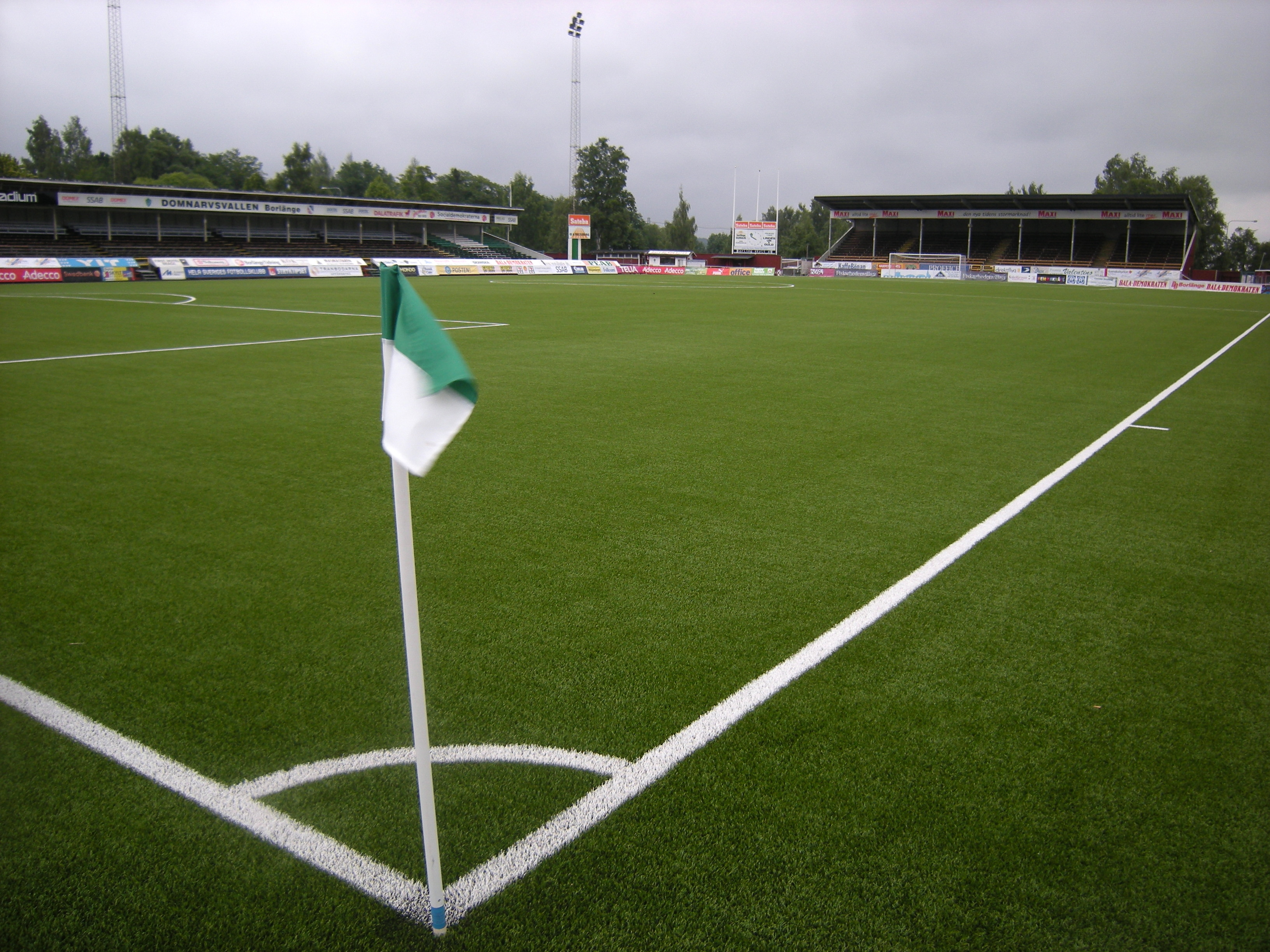
Hörnflagga, hörncirkel samt mållinje och sidlinje.

Den nuvarande regeln för spelplanen lyder i sammandrag
Spelplanen
Spelplanen är markerad med linjer. Dessa linjer tillhör de områden de avgränsar.
- De två långa gränslinjerna kallas sidlinjer.
- De två korta linjerna kallas mållinjer.
- Spelplanen delas i två halvor av en mittlinje som förbinder mittpunkterna på de två sidlinjerna.
- Mittpunkten markeras på mittlinjens mitt. En cirkel med radien 9,15 meter markeras runt den.
- Spelplanen måste vara rektangulär. Sidlinjen måste vara längre än mållinjen.

Spelplanens mått
- Längd: lägst 90 meter och högst 120 meter
- Bredd: lägst 45 meter och högst 90 meter

Internationella matcher
- Längd: lägst 100 meter och högst 110 meter
- Bredd: lägst 64 meter och högst 75 meter

Målområdet

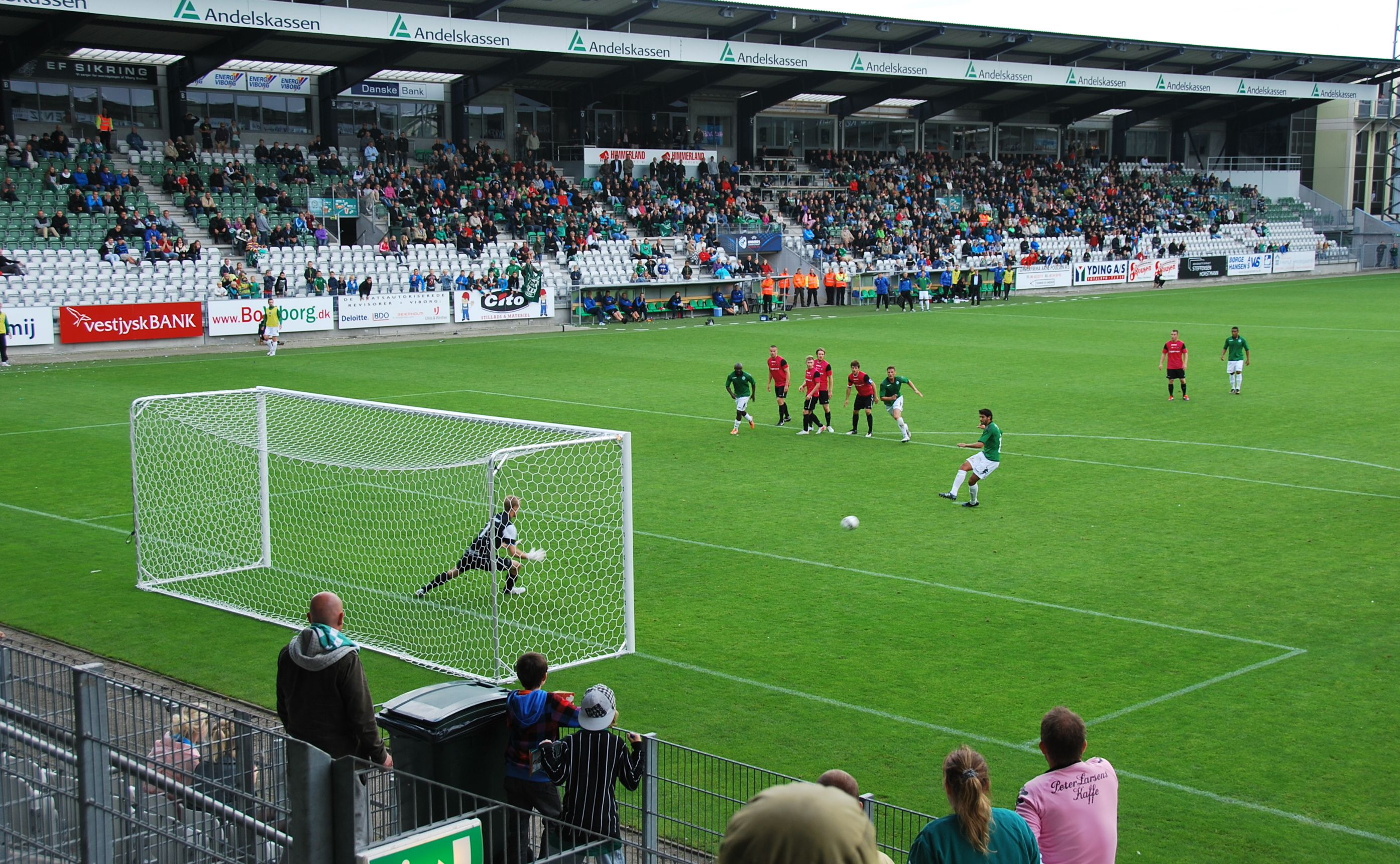
Målbur, mållinje, målområde, straffområde och straffpunkt.

- Två linjer dras i rät vinkel mot mållinjen, 5,5 meter från insidan av varje målstolpe. Dessa linjer sträcker sig 5,5 meter in på spelplanen och sammanbinds med en linje parallell med mållinjen.
- Området som avgränsas av dessa linjer och mållinjen är målområdet.

Straffområdet
- Två linjer dras i rät vinkel mot mållinjen, 16,5 meter från insidan av varje målstolpe. Dessa linjer sträcker sig 16,5 meter in på spelplanen och sammanbinds med en linje parallell med mållinjen.
- Området som avgränsas av dessa linjer och mållinjen är straffområdet.
- I varje straffområde markeras en straffpunkt 11 meter från en punkt mitt mellan målstolparna och på samma avstånd från dem.
- En cirkelbåge med radien 9,15 meter från varje straffpunkt markeras utanför straffområdet.

Målbur
- Målet måste placeras på varje mållinjes mitt.
- Målet består av två lodräta stolpar på samma avstånd från hörnflaggstängerna och sammanbinds i toppen av en horisontell ribba.
- Målstolparna och ribban måste vara av trä, metall eller annat godkänt material. De måste vara kvadratiska, rektangulära, runda eller elliptiska och de får inte vara farliga för spelarna.
- Avståndet mellan stolparna är 7,32 meter och avståndet från ribbans underkant till marken är 2,44 meter.